# Jeff Donnell
Jean Marie "Jeff" Donnell (10 de julio de 1921 – 11 de abril de 1988) fue una actriz estadounidense.

## Primeros años
Donnell nació en South Windham, Maine, de Harold y Mildred Donnell, donde su padre era superintendente de un reformatorio de chicos en esa ciudad. De niña, adoptó el apodo "Jeff" por el personaje de su tira cómica favorita, Mutt and Jeff. Para evitar la confusión de género, a veces se la llamaba "(Miss) Jeff Donnell".
Donnell se graduó de la Towson High School, Towson, Maryland, en 1938 y asistió a la Leland Powers School of Drama en Boston, Massachusetts. Más tarde, estudió en la Yale School of Drama.

## Carrera

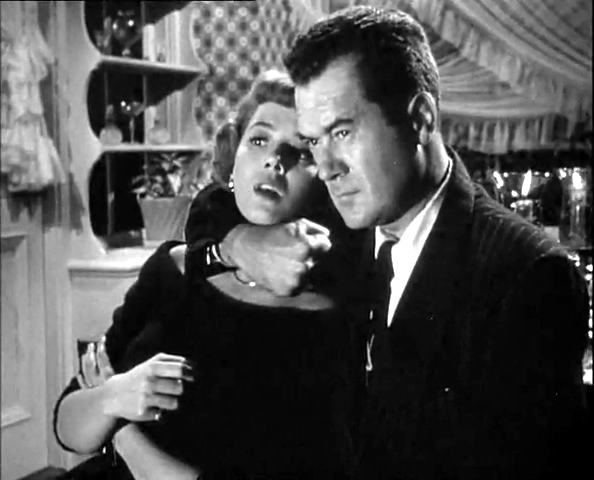
Donnell y Frank Lovejoy en In a Lonely Place (1950)

Donnell firmó un contrato con Columbia Pictures mientras estaba activa con Farragut Playhouse en New Hampshire, e hizo su debut cinematográfico en My Sister Eileen (1942).
Se convirtió en un accesorio en Columbia, trabajando constantemente en comedias, misterios, westerns y musicales durante cinco años, y luego de vez en cuando en el estudio de 1950 a 1972. Durante la década de 1940, ella era típicamente la marimacho de la casa, una compañera de habla simple para la ingenua glamorosa, y desarrolló un estilo para la comedia. Columbia le dio a Donnell el tratamiento de glamour más tarde (en el misterio de Boston Blackie de 1946, The Phantom Thief, en el que interpretó a una heredera con problemas), pero nunca sacudió la imagen del compañero. Cuando su contrato con Columbia se acabó, trabajó como freelance en otros estudios, principalmente en películas de acción de bajo presupuesto. Regresó a Columbia en 1950. Había conocido a Lucille Ball en el set de la producción de RKO Radio Pictures de 1948 Easy Living; Ball recordó a Donnell y la reclutó para interpretar a su compañera en The Fuller Brush Girl (1950).[cita requerida]
Donnell continuó desempeñando papeles de carácter en películas y televisión; durante tres temporadas, interpretó a la esposa de George Gobel, Alice, en The George Gobel Show (1954–1957) en NBC-TV. Muchas de sus asignaciones fueron para Columbia (notablemente como la madre de Gidget Dorothy Lawrence en Gidget Goes Hawaiian y Gidget Goes to Rome) y la subsidiaria de televisión de Columbia Screen Gems (interpretó a Hannah Marshall en la serie de televisión Gidget, : 391  e interpretó a la señora Bennett en la serie de televisión Julia).: 548  En 1966 hizo cinco apariciones en Dr. Kildare como Evelyn Driscoll, e interpretó a Ethel en la serie de televisión Matt Helm.: 667 
Su última película de Columbia fue la comedia de temática femenina Stand Up and Be Count (1972). Su último papel recurrente fue como Stella Fields, ama de llaves de los Quartermaines, en la popular telenovela General Hospital, de 1979 a 1988

## Vida personal
Los cuatro matrimonios de Donnell terminaron en divorcio. El primero, en 1940 (y finalmente el más largo), fue para William R. Anderson, su maestro en la Leland Powers Dramatic School. Donnell tuvo a sus únicos hijos con él, a saber, Michael Phineas—cariñosamente apodado Mickey Finn—en 1942 y Sarah Jane (alias Sally), a quien la pareja adoptó en el otoño de 1947. Anderson y Donnell se divorciaron en 1952.
Luego vino el actor Aldo Ray, con quien Donnell se casó en 1954 y se divorció en 1957. Su tercer matrimonio, con el ejecutivo de publicidad John Bricker, comenzó el 1 de diciembre de 1958 y concluyó en un decreto de divorcio no disputado emitido el 19 de marzo de 1963, con Donnell informando que Bricker, entre otras cosas, había menospreciado públicamente tanto a ella como a su hija adoptiva.
El cuarto y último matrimonio de Donnell, con Radcliffe (alias Rod) Bealey, duró tres meses, comprendiendo aproximadamente la primavera de 1970. A partir de marzo de ese año con una lista de invitados confinados a la familia y amigos cercanos, el matrimonio se disolvió oficialmente en junio.

## Muerte
El 11 de abril de 1988, a los 66 años, Donnell murió de un ataque al corazón en su casa en Hollywood. En cuanto a su papel entonces aún recurrente en General Hospital, un informe contemporáneo de la experta en jabones Lynda Hirsch afirma que Donnell estaba siendo reemplazada por otra actriz en los pocos episodios restantes de esa temporada. y entonces sería escrito fuera del espectáculo por completo, la justificación en pantalla que consiste en una nota dejada con los empleadores de su personaje, explicando que tenía que irse para cuidar a un pariente enfermo.

## Créditos
| - My Sister Eileen (1942) - Helen Loomis - The Boogie Man Will Get You (1942) - Winnie Slade - A Night to Remember (1942) - Anne Stafford Carstairs - What's Buzzin', Cousin? (1943) - Billie (sin acreditar) - Doughboys in Ireland (1943) - Molly Callahan - There's Something About a Soldier (1943) - Jean Burton - Nine Girls (1944) - 'Butch' Hendricks - Once Upon a Time (1944) - chica de Brooklyn (sin acreditar) - Stars on Parade (1944) - Mary Brooks - She's a Soldier Too (1944) - Mary Fleming (sin acreditar) - Sensations of 1945 (1944) - chica joven (sin acreditar) - Mr. Winkle Goes to War (1944) - USO Hostess (sin acreditar) - Three Is a Family (1944) - Hazel Whittaker - Dancing in Manhattan (1944) - Julie Connors - Carolina Blues (1944) - Charlotte Barton - Eadie Was a Lady (1945) - Pamela 'Pepper' Parker - The Power of the Whistler (1945) - Francie - A Thousand and One Nights (1945) - chica del harén (sin acreditar) - Over 21 (1945) - Jan Lupton - Song of the Prairie (1945) - Penelope 'Penny' Stevens - Tars and Spars (1946) - Penny McDougal - Throw a Saddle on a Star (1946) - Judy Lane - Night Editor (1946) - Martha Cochrane - The Phantom Thief (1946) - Anne Parks Duncan - That Texas Jamboree (1946) - Jean Warren - The Unknown (1946, una de las películas de "I Love A Mystery") - Nina Arnold - Cowboy Blues (1946) - Susan Nelson - Singing on the Trail (1946) - Cindy Brown - It's Great to Be Young (1946) - Georgia Johnson - Mr. District Attorney (1947) - Miss Miller - Roughshod (1949) - Elaine Wyatt - Stagecoach Kid (1949) - Jessie Arnold - Outcasts of the Trail (1949) - Vinnie White - Post Office Investigator (1949) - April Shaughnessy - Easy Living (1949) - Penny McCarr - In a Lonely Place (1950) - Sylvia Nicolai - Hoedown (1950) - Vera Wright | - Big Timber (1950) - Sally - The Fuller Brush Girl (1950) - Jane Bixby - Redwood Forest Trail (1950) - Julie Westcott - Walk Softly, Stranger (1950) - Gwen - Three Guys Named Mike (1951) - Alice Raymend - The First Time (1952) - Donna Gilbert - Thief of Damascus (1952) - Sheherazade - Skirts Ahoy! (1952) - Lt. Giff - Because You're Mine (1952) - Patty Ware - The Blue Gardenia (1953) - Sally Ellis - So This Is Love (1953) - Henrietta Van Dyke - Flight Nurse (1953) - Lt. Ann Phillips - Massacre Canyon (1954) - Cora - Magnificent Roughnecks (1956) - Julie - Mr. Adams and Eve (1957, Episodio: "You Can't Go Home Again") - Adele - The Guns of Fort Petticoat (1957) - Mary Wheller - Destination 60,000 (1957) - Ruth Buckley - Sweet Smell of Success (1957) - Sally - My Man Godfrey (1957) - Molly - Gidget Goes Hawaiian (1961) - Dorothy Lawrence - Force of Impulse (1961) - Louise Reese - Perry Mason (1962-1964, serie de televisión) - Rose Carol - The Iron Maiden (1963; estrenada en Estados Unidos como Swinging Maiden) - Miriam Fisher - Gidget Goes to Rome (1963) - Mrs. Lawrence - The Addams Family (1966, serie de televisión) - Eleanor Digby - The Comic (1969) - Enfermera - Tora! Tora! Tora! (1970) - Cornelia Fort, una instructora de vuelo - The Jimmy Stewart Show (1971, serie de televisión) - Agatha Dwiggins - Stand Up and Be Counted (1972) - Ruth - Adam-12 (1973, serie de televisión) - Mrs James Nelson - Barnaby Jones (1973, Episodio: "Sunday: Doomsday") - Janet Gossett - The Amazing Spider-Man (1977, serie de televisión) - May Parker - The Bob Newhart Show (1978, serie de televisión) - Clara Hackler ("The Little Woman") - General Hospital (1979–1988, serial televisivo) - Stella Fields (aparición final) |